# CFU-kampioenschap
Het CFU-kampioenschap, ook wel de CFU Nations Cup, was van 1978 tot 1988 een voetbaltoernooi voor teams in het Caribisch gebied. Het werd georganiseerd door de Caraïbische Voetbalunie (CFU). Het was de voorloper van de Caribbean Cup.

## Uitslag
| Jaar | Gastheer           |                    | Finale                         | Finale       | Finale             | Finale |
| Jaar | Gastheer           | Winnaar            | 2e plaats                      | 3e plaats    | 4e plaats          |        |
| 1978 | Trinidad en Tobago | Suriname           | Trinidad en Tobago             | Haïti        | Antigua            |        |
| 1979 | Suriname           | Haïti              | Saint Vincent en de Grenadines | Suriname     | Trinidad en Tobago |        |
| 1981 | Puerto Rico        | Trinidad en Tobago | Saint Vincent en de Grenadines | Guadeloupe   | Puerto Rico        |        |
| 1983 | Frans-Guyana       | Martinique         | Trinidad en Tobago             | Frans-Guyana | Antigua en Barbuda |        |
| 1985 | Barbados           | Martinique         | Barbados                       | Guadeloupe   | Suriname           |        |
| 1988 | Martinique         | Trinidad en Tobago | Antigua en Barbuda             | Martinique   | Guadeloupe         |        |